# لويس ويلت
لويس ويلت (بالإنجليزية: Louis Willett)‏ هو عسكري أمريكي، ولد في 19 يونيو 1945 في بروكلين في الولايات المتحدة، وتوفي في 15 فبراير 1967 في فيتنام الجنوبية.